# Macrofagi cardiaci
I macrofagi cardiaci sono cellule dell'immunità innata presenti nel cuore, un organo multicellulare complesso composto da cardiomiociti (che ne costituiscono il 30%) e da altri tipi cellulari, che rappresentano il restante 70% e includono fibroblasti cardiaci, cellule stromali di supporto (detti telociti), cellule endoteliali e cellule muscolari lisce dei vasi sanguigni, cellule staminali e cellule immunitarie come i macrofagi.

## Definizione e differenziazione dei macrofagi cardiaci
Queste popolazioni hanno caratteristiche e funzioni distinte e lavorano a stretto contatto per determinare le proprietà strutturali, biochimiche, meccaniche ed elettrofisiologiche essenziali per il mantenimento di un'efficace funzione miocardica. I cardiomiociti sono cellule muscolari responsabili della generazione della forza contrattile; i fibroblasti producono e rimodellano la matrice extracellulare in risposta a stimoli fisiologici o patologici; i telociti sono coinvolti nell'organizzazione tridimensionale del cuore durante le fasi iniziali dello sviluppo embrionale e nell'omeostasi del tessuto cardiaco adulto, le cellule endoteliali formano il rivestimento interno dei vasi sanguigni e delle valvole cardiache; le cellule della difesa innata, come monociti e macrofagi, invece, possono essere grossolanamente suddivise in due popolazioni: i monociti reclutati dal sangue, che sembrano avere un ruolo predominante nella riparazione delle lesioni e i macrofagi residenti, derivati dai progenitori embrionali, che sono coinvolti nell'omeostasi del tessuto cardiaco.
In seguito ad invecchiamento, l'auto-rinnovamento dei macrofagi residenti cardiaci diminuisce e questi ultimi possono essere sostituiti da quelli derivati dai monociti circolanti, anche in assenza di stimoli infiammatori o patologici. 
Entrando più nel dettaglio, nell'uomo i macrofagi cardiaci di derivazione embrionale e quelli di derivazione monocitaria possono essere distinti in base all'espressione sulla loro membrana cellulare del recettore per le chemochine di tipo 2 (CCR2): i macrofagi CCR2+, che derivano dai monociti e i macrofagi CCR2-, di origine embrionale. In aggiunta a quanto già menzionato, nel 2014, uno studio focalizzato sulla mappatura dei geni ha messo alla luce il ruolo fondamentale che la presenza del CCR2 gioca nella distinzione tra i macrofagi cardiaci. Quest'ultimi infatti si suddividono in due categorie distinte in base alla presenza o assenza di questo marcatore. I macrofagi cardiaci possono essere di derivazione monocitaria oppure embrionale. Un ulteriore studio svolto nello stesso anno utilizzando la cito-fluorimetria ha portato alla luce che, il cuore sviluppato nella sua interezza trovi al suo interno:
- Due popolazioni di macrofagi residenti MHC-II oCCR2- e MHC-II hiCCR2-
- Una popolazione di macrofagi derivati da monociti soprannominata MHC-II hiCCR2+
- Una popolazione di monociti MHC-II (oCCR2+)

In questo studio si sono dimostrati di particolare interesse i monociti e i macrofagi derivanti dai monociti MHC-II hiCCR2+ perché il cuore in uno stato di danneggiamento li sembrerebbe richiamare in situ. Tutto ciò ha aperto le porte ad ulteriori ricerche svolte ad approfondire le nozioni fino ad allora raccolte su quelle due popolazioni di macrofagi/monociti richiamati in modo selettivo dall'organo cardiaco quando danneggiato
Varie tecniche, tra cui il sequenziamento di RNA monocellulare, hanno permesso di suddividere queste due popolazioni in quattro sotto categorie
1. La prima denominata CCR2- indipendente dai monociti TIMD4+LYVE1+MHC-IIloCCR2-
2. La seconda sotto categoria CCR2- in parte rimpiazzato dai monociti TIMD4-LYVE1-MHC-IIhiCCR2−
3. La terza e la quarta chiamate CCR2+MHC-MHC- che risultano essere sottogruppo delle soprastanti ma totalmente mutate in monociti.[6]

Il ligando del recettore CCR2 è la chemochina 2 (CCL2), nota anche come monocyte chemoattractant protein-1 (MCP-1), fondamentale per il reclutamento dei monociti.
Tuttavia, è importante sottolineare che i macrofagi CCR2- e CCR2+ hanno funzioni distinte nel cuore. I macrofagi CCR2-, attraverso i fattori di crescita e le citochine prodotte, sono coinvolti nel rimodellamento tissutale come nella crescita coronarica e nell'espansione vascolare; ad esempio, in seguito a una lesione neonatale dei cardiomiociti, gestiscono la rigenerazione del tessuto cardiaco, il recupero della funzionalità del cuore attraverso la crescita vascolare e la proliferazione dei cardiomiociti. In assenza di questi ultimi il cuore mostrerebbe scarsa capacità rigenerativa. 
Le funzioni dei macrofagi CCR2+, invece, non sono state completamente definite dagli studiosi; sappiamo, però, che derivano dai monociti con potenziale pro-infiammatorio e sembra che agiscano durante la fase iniziale dell'infiammazione. Ad esempio, in seguito ad un danno da riperfusione ischemica, i macrofagi CCR2+ contribuiscono al reclutamento dei neutrofili attraverso la produzione di chemochine infiammatorie, come CXCL2 e CXCL5. Questi macrofagi, inoltre, sono anche responsabili del rilascio di IL-1β e IL-18.
I macrofagi, come si è detto in precedenza, sono cellule del sistema immunitario che fanno parte dell'enorme famiglia dei globuli bianchi e che assolvono diversi compiti tra cui quello di digerire detriti cellulari, cellule tumorali o trasformate e tessuti non più funzionali.
Tuttavia la loro azione non è limitata alla mera induzione di processi infiammatori quanto anche al loro disinnesco per via del fatto che sono capaci di rilasciare fattori antiinfiammatori, tramite il rilascio di citochine.
Oltre ai macrofagi derivanti dai progenitori emopoietici che risiedono nella milza e nel midollo osseo, ne sono stati individuati anche di alcuni che risiedono in territori specifici già dalla nascita e poi mantenuti nell'arco dell'intera vita adulta.
Quest'ultimi si ritrovano soprattutto a livello del miocardio che corrisponde alla componente muscolare striata del cuore che forma una sorta di pompa la quale permette all'organo di funzionare.
Si devono distinguere due popolazioni in base all'espressione di una particolare molecola recettoriale nota come CCR2.
La manifestazione di CCR2 sul plasmalemma dei monociti non è stabile durante la giornata, ma variabile in base all'ora.
La sua espressione condiziona notevolmente il richiamo dei monociti nei vari tessuti, in particolar modo nel cuore.
Quando si verifica un'ischemia in una fase attiva del giorno, i monociti sono più propensi all'invasione del tessuto e ciò potrebbe indurre in una flogosi sproporzionata che ha come esito un aumento del rischio di squilibri miocardici.
È stato visto che i macrofagi CCR2- entrino qui prima della nascita, durante la maturazione dell'embrione, mentre i CCR+ arrivino dopo le prime settimane.
Queste due popolazioni hanno effetti opposti: i CCR2+ iniziano le prime fasi dell'infiammazione e sembrano essere coinvolti nei processi di rimodellamento ventricolare inverso, un processo che segue un evento ischemico.
I CCR2- partecipano allo sviluppo delle coronarie e a processi rigenerativi.
Per avere un resoconto corretto di tale distinzione, sono state fatte biopsie prima su modelli murrini e poi su pazienti umani con miocardio trapiantato.
Ciò che ne è stato tratto è che i CCR2- sono un insieme residente nel tessuto, ripopolato da proliferazione esclusivamente locale.
I CCR2+ invece si accrescono grazie al reclutamento di precursori mobili da altri distretti.
Le sperimentazioni hanno anche correlato l'insediamento di particolari tipi di macrofagi con la funzionalità stessa del cuore e sul suo rimodellamento ventricolare.
Il campione preso in esame consisteva di un gruppo di pazienti con impiantato un dispositivo di assistenza ventricolare che successivamente subivano trapianto.
È stata valutata la concentrazione dei macrofagi nei diversi campioni di tessuto ventricolare sinistro primariamente in concomitanza con l'impianto del dispositivo e poi con il trapianto: ne è risultato che il numero di CCR2+ veniva associato ad un beneficio nella funzione sistolica dopo l'impianto dello strumento.
I pazienti che presentavano tale miglioramento possedevano percentuali maggiori di macrofagi CCR2+ sia prima sia dopo essere stati sottoposti al dispositivo.
Il numero di CCR2+ al momento del prelievo poteva essere correlata a mutazioni nelle dimensioni sistoliche del ventricolo sinistro.
Questi risultati inducono a sostenere che la supremazia delle due principali popolazioni di macrofagi del tessuto miocardico, sia correlata alla funzione sistolica e al rimodellamento cardiaco che fa seguito al supporto meccanico della funzione di pompa.
Ricerche suggeriscono che i CCR2- in realtà vadano ad opporre il rimodellamento avverso. Inoltre i CCR2- sono macrofagi che prendono contatto con i cardiomiociti che li circondano, ovvero quelli accanto a loro. Invece i CCR2+, nonostante abbiano un raggio d'azione che si estende nello spazio interstiziale non arrivano a prendere contatto con i cardiomiociti. I CCR2- attraverso una comunicazione, basata su un complesso di adesione focale, comunicano con i cardiomiociti. Inoltre raggiungono il potenziale per l'attivazione della proteina canale per il passaggio del calcio vanilloide 4 (TRPVA). L'attivazione del TRPV4 associato all'allungamento di questi macrofagi CCR2- determina l'espressione del cosiddetto fattore di crescita pro-angiogenico. Tutto ciò concorre ad attutire il rimodellamento avverso del miocardio.
I macrofagi residenti nel cuore in condizioni fisiologiche, oltre ad essere coinvolti nella fagocitosi di batteri, sono responsabili dell'eliminazione delle cellule apoptotiche e dei cardiomiociti invecchiati o morenti. Tuttavia, il ruolo dei macrofagi risulta essere essenziale a seguito di una lesione; in particolare, dopo l'infarto del miocardio i segnali infiammatori reclutano macrofagi e monociti nel sito del danno, dove contribuiscono alla guarigione. La prima fase della guarigione comporta la rimozione del tessuto danneggiato e la secrezione degli enzimi proteolitici, mentre la fase successiva è caratterizzata dal reclutamento/differenziamento dei miofibroblasti, caratterizzati dall'espressione di a-SMA (alpha-smooth muscle actin), dalla deposizione di collagene e dall'angiogenesi. 
Un modello sperimentale di infarto del miocardio ha reso possibile l'osservazione del fatto che il numero e il fenotipo dei macrofagi cardiaci sono influenzati dalle condizioni patologiche e infiammatorie. I cardiomiociti stressati possono rilasciare un ampio repertorio di segnali istruttivi capaci di reclutare i monociti del sangue, polarizzare il loro fenotipo e modulare la loro azione. È pertanto evidente che i macrofagi sono cellule di supporto molto importanti per i cardiomiociti e svolgono processi di rimodellamento nel tessuto cardiaco.
Per rimodellamento cardiaco si intende un processo per il quale si assiste ad una modificazione della struttura, volume e funzione del cuore che succedono ad una lesione o carico eccessivo. In alcuni casi può essere un evento fisiologico, come quello che si verifica in seguito ad un'intensa attività fisica, ma molto più frequentemente si tratta di una condizione patologica derivante da sovraccarichi pressori o infarto del miocardio. Il rimodellamento cardiaco precede spesso lo sviluppo di un'insufficienza cardiaca, condizione clinica estremamente complessa derivante da qualsivoglia squilibrio morfo funzionale dell'adeguato riempimento e rilascio della camera ventricolare. In aggiunta alla modifica di forma, volume e struttura dei cardiomiociti, sopraggiungono inoltre cambiamenti che coinvolgono processi molecolari e trascrizionali come la morte per apoptosi e lo sviluppo ingente di fibroblasti cardiaci. Per decenni il sopraggiungere massivo di macrofagi cardiaci a livello del miocardio è stato ipotizzato come una delle cause principali del rimodellamento.
La comparsa di queste particolari cellule nel cuore ha un effetto nefasto sulla funzionalità cardiaca. Il danneggiamento tissutale del miocardio necessita di un'ingente reclutamento di monociti nel sito lesionato e ciò è permesso da un incremento della produzione di cellule del sangue ad opera del midollo osseo rosso. Quando però la compromissione è veramente importante, l'organo emopoietico non ha la capacità di assecondare al fabbisogno di cellule monocitarie per cui si affida ad organi extra midollari come la milza, la quale può sopperire a tale mancanza. Il richiamo di monociti nel caso di coinvolgimento di tale organo linfoide secondario potrebbe non interessare la segnalazione CCL2-CCR2.
CCL2 rappresenta un fattore rilasciato ed espresso da varie tipologie cellulari a livello del cuore e tra queste si annoverano principalmente macrofagi, fibroblasti e cellule endoteliali. Nel momento in cui c'è una lesione e quindi quando vengono immessi fattori pro-infiammatori come l'interleuchina 1 beta, il fattore di necrosi tumorale alfa o il fattore stimolante le colonie di macrofagi-granulociti, la produzione di tale fattore CCL2 risulta maggiorata. L'interazione di questo elemento con le proteine transmembrana, alloggiate in corrispondenza della membrana plasmatica, e con CCR2 accoppiato a proteine G eterotrimeriche, innesca un processo di trasduzione del segnale che porta al reclutamento dei monociti, i quali si svilupperanno poi in macrofagi una volta nella sede miocardica, verso la sorgente di chemochine.
Al fine di garantire una buona comprensione, si ricorda che le proteine G eterotrimeriche sono una famiglia di recettori biologici con funzione di trasmettitori di segnali all'interno della cellula che possono attivare o inibire determinate molecole coinvolte in una cascata di segnalazione.
Il gradiente di chemochine verso la regione lesionata è garantito dall'associazione di due differenti CCL2. Il reclutamento operato da CCL2-CCR2 è limitato ai monociti Ly6Chi che derivano da cellule staminali emopoietiche, in momenti di sviluppo diversi che si susseguono, le quali implicano i medesimi progenitori mieloidi, di cellule dendritiche e macrofagi. L'extravasazione monocitaria, ossia la fuoriuscita dei monociti, che sono i precursori dei macrofagi prima che differenzino in cellule tissutali, è favorita dall'espressione di particolari sostanze le quali permettono l'attaccamento intercellulare e tra cellula e vaso sanguigno.
Di queste si ricordano ICAM-1, P ed E selettine.

## Ruolo dei macrofagi cardiaci nella conduzione cardiaca

Schema del sistema di conduzione del cuore

Nel sistema di conduzione del cuore, la generazione dell'impulso elettrico ha luogo nel nodo senoatriale (NSA), questo è situato nell'atrio destro e rappresenta il pacemaker naturale del cuore; successivamente si propaga attraverso le vie internodali nel nodo atrioventricolare (NAV) e nei sistemi di His e di Purkinje, che diffondono il segnale ai ventricoli. Il nodo atrioventricolare, essendo l'unica connessione elettrica tra atri e ventricoli, svolge un ruolo essenziale nel coordinare la contrazione delle camere atriali e ventricolari. Fino a poco tempo fa si pensava che il sistema di conduzione del nodo atrio-ventricolare fosse controllato esclusivamente dai cardiomiociti, ma studi recenti hanno dimostrato che sono coinvolti anche i macrofagi cardiaci.
In uno studio recente (2017), pubblicato su Cell, Hulsmans e i suoi colleghi hanno dimostrato una importante collaborazione fra cardiomiociti e macrofagi residenti a livello del sistema del nodo atrioventricolare. Ed è stato visto che il nodo atrioventricolare contiene più macrofagi del ventricolo sinistro e che queste cellule sono a forma di fuso con delle lunghe estensioni citoplasmatiche per stabilire contatti con le cellule adiacenti.
I macrofagi cardiaci stabiliscono connessioni dirette con i cardiomiociti attraverso giunzioni comunicanti o gap, formate da proteine chiamate connessine. 
Si ricorda che queste giunzioni acconsentono la propagazione di impulsi sia elettrochimici che contrattili a tutte le cellule del tessuto cardiaco. Inoltre affiancano i dischi intercalari nella formazione del miocardio rendendolo saldo ma soprattutto organizzato.

In totale sono state raccolte prove per la presenza di 21 diversi geni che codificano per 21 connessine nei mammiferi. Ogni gene è responsabile per un peptide specifico che si trova inserito nella parte idrofoba delle catene idrocarburiche del doppio strato di fosfolipidi che costituiscono la membrana. I 21 geni quindi codificano per questi peptidi transmembrana che in realtà sono tutti isoenzimi che si diversificano a livello del lungo dominio carbossi-terminale. Il resto della connessina presenta quattro domini sempre inseriti nella membrana che sono: alpha elica denominati (TM1-TM4), due anelli esterni EL1 e EL2 che sta per extracellular loops, un anello citoplasmatico (citoplasmatic loop) e uno a livello estremità ammino terminale.
Una grande varietà di connessine sono espresse nel sistema cardiovascolare, tra cui le connessine 40, 43 e 45, che sono le più abbondanti nel cuore. In particolare, la connessina 43 (Cx43) è quella che si trova principalmente fra i miociti atriali e ventricolari ed è quella maggiormente espressa dai macrofagi cardiaci.
Hulsmans e i suoi colleghi hanno dimostrato che i macrofagi residenti nel nodo atrioventricolare interagendo con i cardiomiociti attraverso le giunzioni gap, costituite soprattutto da Cx43, contribuiscono a modulare la conduzione elettrica. A questo livello la presenza dei macrofagi potrebbe essere fondamentale nel determinare un rallentamento della frequenza del nodo seno-atriale, così da far contrarre i ventricoli qualche frazione dopo gli atri.
È stato visto che i macrofagi cardiaci hanno un potenziale di membrana a riposo di circa -35 mV quindi sono più depolarizzati rispetto ai cardiomiociti; secondo alcuni modelli questo influenza le proprietà elettriche dei cardiomiociti accoppiati rendendo il loro potenziale di membrana a riposo più positivo e accelerando la fase di ripolarizzazione.

## Il ruolo della connessina 43 espressa dai macrofagi cardiaci
Le connessine sono glicoproteine transmembrana che si associano in gruppi di 6 unità per formare una struttura proteica denominata connessone o emichannel. Ciascun monomero è formato da quattro domini transmembrana, due regioni extracellulari e una citoplasmatica.
Due connessoni o emichannel di due cellule adiacenti possono interagire fra loro tramite le anse extracellulari e formare una gap junction, cioè una giunzione comunicante che permette il passaggio di piccole molecole (< 1 kDa) e ioni da una cellula all'altra, consentendo a due cellule adiacenti di collegarsi sia metabolicamente che elettricamente (Fig. 2).
Le connessine che formano tali strutture sono caratterizzate da un rapido turnover (emivita 1-5 ore).
Nell'uomo sono state identificate più di 20 connessine diverse e tutte sono identificate in base al loro peso molecolare, espresso in kilodalton.
È possibile trovare la Cx43 nella maggior parte delle cellule dei tessuti e nelle cellule immunitarie; le connessine hanno ruoli fondamentali nello sviluppo dell'organismo; sono essenziali per la funzione delle cellule eccitabili, come neuroni, cardiomiociti e cellule muscolari lisce. Inoltre, hanno una pletora di ruoli essenziali nei tessuti non eccitabili, tra cui la regolazione della proliferazione e differenziazione cellulare e il mantenimento dell'omeostasi dei tessuti. Nel cuore, in particolare, possono collegare elettricamente sia una coppia di cardiomiociti che, come descritto nel paragrafo precedente, un miocita e un macrofago per coordinare la contrazione e il rilassamento atriale e ventricolare.
Le giunzioni gap mediano la propagazione del potenziale di azione e il regolare mantenimento del battito.
Dati recenti suggeriscono che gli emichannel non accoppiati possano aprirsi temporaneamente in risposta a stress cellulare, ad esempio in condizioni di ipossia. Inoltre, è stata avanzata l'idea che questi emichannel siano permeabili anche a secondi messaggeri come ATP o NAD+, indicando il loro potenziale coinvolgimento nella segnalazione cellulare.
Hulsman et al. dopo aver osservato che i macrofagi attraverso le giunzioni gap formate da Cx43, sono capaci di modulare elettricamente i cardiomiociti a cui sono associati, hanno dimostrato nello specifico il ruolo dei macrofagi residenti nel cuore e l'importanza della Cx43 da essi espressa. Per fare ciò, hanno studiato la conduzione elettrica in topi knockout per la Cx43 nei macrofagi, in topi che avevano una mancanza congenita di macrofagi ed in topi a cui era stata fatta un'ablazione acuta di macrofagi cardiaci. Come era atteso, in tutti e tre i casi hanno registrato delle anomalie nella conduzione cardiaca, in particolare al livello nel nodo atrioventricolare. 
Ciò indica che l'assenza della Cx43 nei macrofagi cardiaci compromette la conduzione elettrica a livello del nodo atrioventricolare e può portare ad alterazioni della conduzione elettrica del cuore.
Queste dimostrazioni hanno spinto gli scienziati ad ipotizzare che alterazioni dei macrofagi possano essere talvolta responsabili delle anomalie relative alla conduzione cardiaca come la fibrillazione atriale e le aritmie ventricolari.
Le malattie cardiovascolari sono considerate essere una delle cause principali di mortalità. Si contano indicativamente che queste rappresentino bensì un terzo delle morti globali con circa quindici milioni di morti all' anno. Tra le più diffuse sicuramente è l'ischemia che consiste nella riduzione del flusso sanguigno che arriva al miocardio, restrizione che nei casi estremi porta alla rottura del tessuto, causando la formazione di un trombo con la conseguente occlusione dell'arteria coronaria. Studi dimostrano che la connessina 43 sia coinvolte nella protezione del cuore. Vari modelli, tra cui quello di Langendorff, sono stati utilizzati ampiamente per studiare l'impatto delle condizioni ischemiche sull'espressione del Cx43 oppure per studiare gli effetti degli interventi farmacologici che coinvolgono questa connessina. La fosforilazione e de-fosforilazione della Cx43 durante lo scompenso cardiaco è a carico dell'ATP. Inoltre lo spostamento nella fosforilazione dei residui di serina e la lateralizzazione della Cx43 concorrono a portare il canale ad essere impermeabile. L'inibizione selettiva del semi canale di Cx43 presentante il peptide Gap19 protegge i cardiomiociti da un sovraccarico di volume, inoltre questa inibizione porta alla diminuzione della portata dell'infarto.

Tornando al rapporto tra giunzioni gap e conduzione cardiaca, è recentemente emersa la prova che un'alterata distribuzione di queste giunzioni e cambiamenti nell'espressione delle connessine possano portare ad un accoppiamento anormale tra cardiomiociti e probabilmente contribuire all'insorgenza di aritmie, come la fibrillazione atriale. In questo lavoro viene suggerito che uno dei fattori che può influenzare direttamente l'espressione delle connessine, con conseguente disfunzione delle giunzioni gap e, quindi, della conduzione elettrica, può essere la presenza di un'infiammazione sistemica, condizione frequente in pazienti con malattie infiammatorie croniche come artriti, psoriasi, malattie infiammatorie intestinali, ma anche in presenza di condizioni infiammatorie acute come recentemente osservato in pazienti affetti da COVID-19.
L'infiammazione sistemica, tramite l'aumento delle citochine, in particolare dell'interleuchina-6, induce rapidamente il rimodellamento elettrico atriale mediante la riduzione delle connessine espresse dai cardiomiociti.
Come dimostrato da Lazzerini la presenza dell'IL-6 induce una riduzione dell'espressione di Cx43 nelle cellule HL-1, una linea di cardiomiociti atriali murini.

### L'influenza dell'interleuchina-6 sull'espressione della Cx43 nei macrofagi
Le interleuchine sono piccole proteine di circa 15-20 kDa secrete dalle cellule del sistema immunitario. Sono importanti nella segnalazione autocrina, paracrina e endocrina e hanno una vita media di pochi minuti; esse costituiscono uno dei meccanismi più importanti di segnalazione cellulare a livello del sistema immunitario e ne coordinano lo sviluppo e l'attività.
Le citochine sono raggruppate in famiglie in base alla loro struttura, specificità e composizione dei complessi recettoriali a cui si legano.
Le subunità recettoriali comuni implicano somiglianza nella trasduzione del segnale intracellulare.
La famiglia dell'interleuchina-6 è costituita da IL-6, IL-11, fattore neurotrofico ciliare (CNTF), fattore inibitorio della leucemia (LIF), oncostatina M (OSM), cardiotropina 1 (CT-1), citochine simili a cardiotrofine (CLC) e IL-27. 
Queste citochine sono coinvolte nella stimolazione delle cellule B, nell'induzione di un'ampia gamma di proteine di fase acuta a livello del fegato, nella regolazione dell'equilibrio tra cellule T regolatorie ed effettrici, nelle funzioni metaboliche e neurotrofiche. 
È stato dimostrato che il blocco delle citochine della famiglia IL-6 è utile nelle malattie autoimmuni, ma in seguito sono stati osservati effetti collaterali
metabolici ed una maggiore suscettibilità ad infezioni batteriche.
Sappiamo che le citochine della famiglia IL-6, come essenzialmente tutte le altre citochine, possiedono quattro eliche; invece di mostrare un'omologia di sequenza, sono caratterizzate da un'elevata somiglianza strutturale.
Tale omologia strutturale si estende anche ai loro recettori, che appartengono tutti alla superfamiglia delle immunoglobuline e contengono un modulo di legame delle citochine costituito da domini tandem della fibronectina III in cui il dominio ammino terminale contiene un set di quattro cisteine conservate e il dominio prossimale della membrana contiene un triptofano-serina-X-triptofano-serina.
Non erano conosciute le proprietà strutturali e funzionali dell'IL-6 e del suo recettore IL-6R fino a quando un gruppo di ricercatori ha osservato che IL-6R interagiva con una glicoproteina da 130 kDa (gp130), che funzionava da co-recettore di trasduzione del segnale per la classe di citochine della famiglia dell'IL-6. È stato scoperto, inoltre, che solo quando IL-6 lega il recettore IL-6R induce la dimerizzazione di gp130 e avvia una segnalazione intracellulare; né IL-6 né IL-6R da soli hanno la capacità di attivare gp130.
La proteina gp130 è espressa su tutte le cellule del corpo umano e la segnalazione intracellulare indotta dalla stessa è principalmente mediata dalle JAK chinasi associate costitutivamente alla porzione citoplasmatica, che inducono il reclutamento e l'attivazione dei fattori di trascrizione (STAT). 
STAT fosforilata da JAK dimerizza e migra nel nucleo come fattore di trascrizione per dare il via alla trascrizione di batterie di geni specifiche. 
La Janus chinasi principale è JAK1 e il principale fattore di trascrizione è STAT3.
È interessante notare che alcune citochine della famiglia IL-6 (IL-6, IL-11, CNTF, CLC e CT-1) si legano ai loro specifici recettori e questi ultimi presentano il loro ligando al complesso recettoriale contenente gp130 omodimerico o eterodimerico; mentre altre (LIF, OSM, IL-27 e IL-31), al contrario, interagiscono direttamente con le due subunità del recettore senza l'aiuto di un co-recettore. 
l'IL-6 non si lega solo al recettore legato alla membrana (IL-6R) ma anche ad un recettore solubile (sIL-6R), che in presenza di IL-6, può stimolare le cellule che non esprimono IL-6R. Le cellule, che esprimono gp130 ma non IL-6R, non rispondono a IL-6, ma possono essere stimolate dal complesso di IL-6 e sIL-6R. Questo processo è stato chiamato "trans-segnalazione" ed è stato ipotizzato che questo tipo di segnalazione, tramite un recettore solubile, contribuisca ad ampliare lo spettro delle cellule bersaglio per IL-6.
La segnalazione classica dell'IL-6, tramite il recettore di membrana (IL-6R), porta ad attività protettive e rigenerative; mentre la trans-segnalazione tramite recettore solubile (sIL-6R) porta all'attivazione del sistema immunitario e ad un aumento delle attività pro-infiammatorie. 
I livelli di IL-6 nel sangue di individui sani sono compresi tra 1 e 5 pg/mL e valori più alti sono indice di infiammazione; in condizioni settiche letali possono anche raggiungere livelli di diversi µg/mL.
I livelli di sIL-6R sono stati trovati nell'intervallo di 40-75 ng/mL, mentre i livelli di sgp130 sono circa 250-400 ng/mL. 
L'IL-6 secreta dalle cellule si legherà nel sangue a sIL-6R e il complesso di IL-6 e sIL-6R si legherà a sgp130, portando alla neutralizzazione dell'attività di IL-6. Pertanto, sIL-6R e sgp130 nel sangue possono formare un tampone per IL-6. 
Le malattie autoimmuni come l'artrite reumatoide sono caratterizzate da elevati livelli di IL-6 e la neutralizzazione dell'attività di IL-6 da parte dell'anticorpo monoclonale tocilizumab specifico per IL-6R è stata approvata in più di 100 paesi. 
Come è stato precedentemente accennato, alte concentrazioni di IL-6, durante un'infiammazione sistemica, influenzano direttamente l'espressione delle connessine, che costituiscono le giunzioni gap, portando ad una loro disfunzione.
In particolar modo nel cuore, dove la Cx-43 è quella maggiormente espressa, questa disfunzione può portare quindi a fibrillazioni atriali.